# Cung điện Tęgoborze

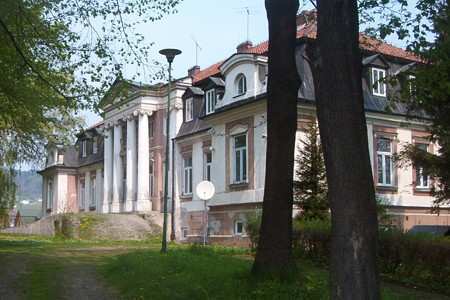

Cung điện Tęgoborze (tiếng Ba Lan: Dwór w Tębogorzu) là một ngôi nhà biệt thự cổ điển, có một tầng, làm bằng đá cẩm thạch từ thế kỷ 18. Cung điện nằm ở Tęgoborze - một ngôi làng ở miền nam Ba Lan (Gmina Lososina Dolna), cách 11 km từ Nowy Sącz. Chủ sở hữu đầu tiên là Bá tước Dunikowski. Người ta nói rằng vợ của bá tước đã được sống ở đó và linh hồn của bà ấy, được gọi là White Lady, vẫn còn xuất hiện ở đó. Sau cái chết của gia đình Dunikowski, chủ sở hữu là Bá tước Wielogłoski, một người đánh đồng thiếp. Trong thời gian này, có rất nhiều phiên họp tâm linh trong phòng bát giác trong cung điện.
Trong một phiên họp ngày 23 tháng 9 năm 1893, các linh hồn đã nói những gì sẽ xảy ra trong tương lai. Những từ này đã trở thành một tin giật gân sau khi được xuất bản vào năm 1939 trên tờ báo lớn nhất Ba Lan Ilustrowany Kurier Codzienny. Dự đoán được gọi là "Przepowiednia Tęgoborska" kể về một cuộc chiến tranh thế giới thứ 2 hoặc một giáo hoàng Ba Lan.
Trong một thời gian dài, chủ sở hữu của ngôi nhà biệt thự là công ty Cracovian Telpod nhưng từ năm 1999 nó đã là một tài sản riêng.